# 키시 요스케
키시 요스케(일본어: 岸洋佑 기시 요스케[*], 1993년 7월 2일 ~)는 일본의 배우이다. 2017년 우주전대 큐레인저에서 스팅거 역으로 출연했다. 고등학교 친구는 쾌도전대 루팡레인저 vs. 경찰전대 패트레인저에서 타카오 노엘 역의 모토키 세이야이다.

## 출연작
- 우주전대 큐레인저 - 스팅거
- 마진전대 키라메이저 스핀오프 요돈나 - 가키하라 쇼스케